# Red de Sitios de Memoria Latinoamericanos y Caribeños

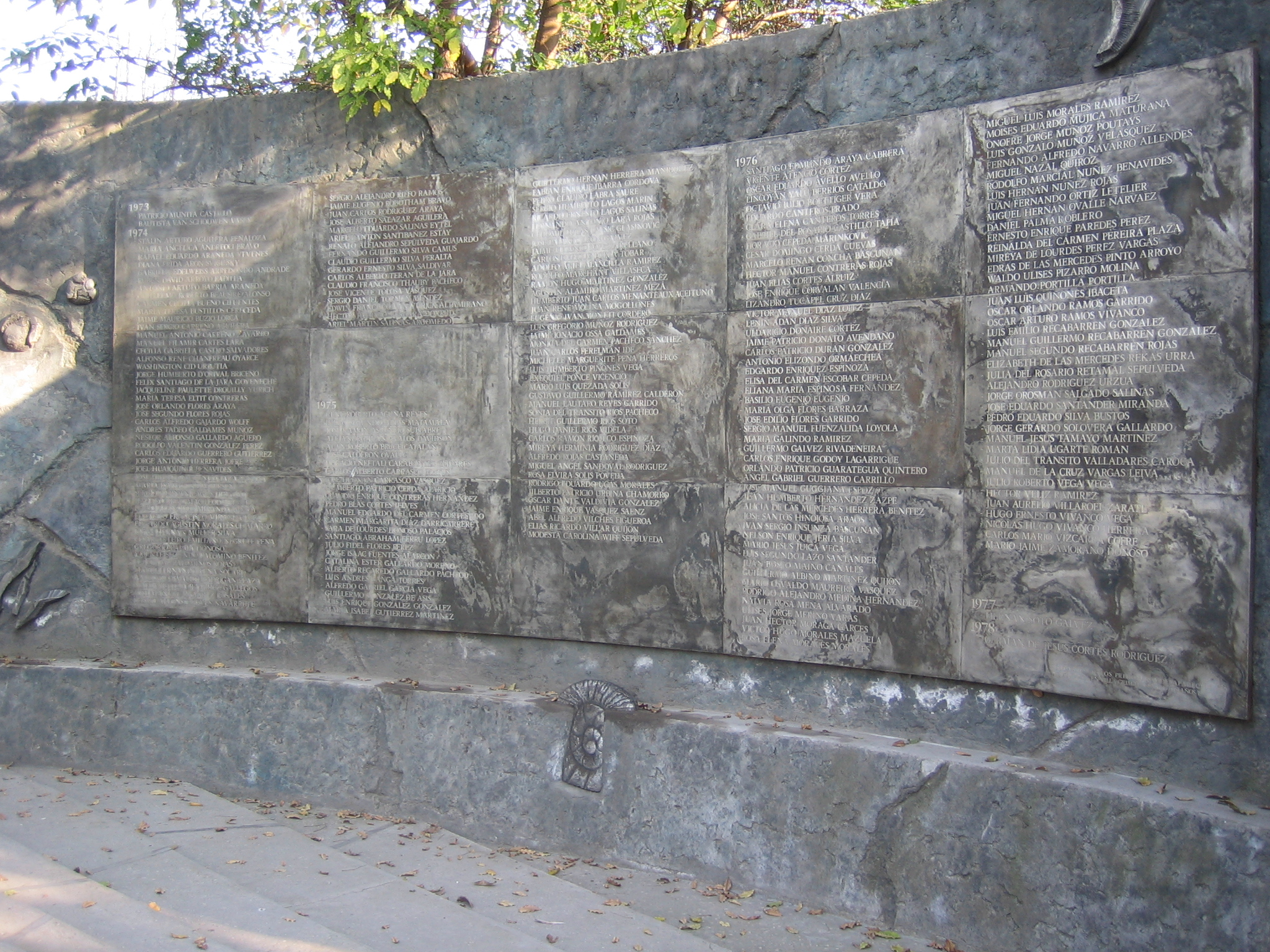
Parque por la Paz Villa Grimaldi, uno de los sitios de memoria de la RESLAC

La Red de Sitios de Memoria Latinoamericanos y Caribeños (RESLAC) es una organización que tiene como misión promover la democracia y vigencia de los derechos humanos en América Latina y el Caribe mediante la recuperación, construcción y difusión de las memorias colectivas acerca de las graves violaciones los derechos humanos y las resistencias, en el pasado y el presente, para alcanzar la verdad, justicia, reparación y medidas de no repetición. La red reúne 44 instituciones de 12 países (Argentina, Brasil, Chile, Colombia, El Salvador, Guatemala, Haití, México, Paraguay, Perú, República Dominicana y Uruguay). A nivel mundial, es una de las siete redes regionales que conforman la Coalición Internacional de Sitios de Conciencia, que tiene más de 275 miembros en 65 países. 
La RESLAC está integrada por diversas iniciativas que pueden ser sitios históricos, museos, memoriales, centros de investigación, archivos u organizaciones territoriales, la red se vincula por intereses comunes en la defensa de los derechos humanos. En cada una de ellas se establece un claro vínculo entre pasado, presente y futuro. Cada uno de estos espacios desarrolla programas y proyectos que, de distinta forma, buscan incidir en sus sociedades para la construcción del ideal del Nunca Más a la violencia y el terrorismo de Estado. En este sentido, impulsan acciones de comunicación; investigación; educación formal y no formal; preservación y puesta en valor de archivos, colecciones y acervos.

## Historia
La Coalición Internacional de Sitios de Conciencia surge a partir de la iniciativa del Lower East Side Tenement Museum de Nueva York, bajo la consideración de incorporar cuestiones sociales actuales en los museos, relacionando el pasado con el presente y sus desafíos en materia de derechos humanos. En diciembre de 1999, ocho organizaciones de Rusia, Sudáfrica, Bangladés, Inglaterra, Senegal, República Checa, Estados Unidos y Argentina se reunieron y crearon la Coalición Internacional de Sitios Históricos de Conciencia, que en una declaración pública expresaba que era obligación de los sitios históricos acompañar al público en la elaboración de conexiones entre la historia de sus sitios y sus implicaciones contemporáneas.
Memoria Abierta, institución fundadora desde Argentina, promovió la relación y coordinación con distintos sitios de memoria y organizaciones de derechos humanos en Argentina y el Cono Sur, creándose en 2005 la Red de Sitios de Conciencia de América del Sur, cuando desde la Coalición Internacional se crearon redes regionales que permitieron una organización de otras características y una articulación mayor entre los sitios. Esta red es coordinada, hasta el día de hoy, por Memoria Abierta. 
En sus inicios, el trabajo estuvo centrado en la conexión, coordinación e incorporación de sitios y organizaciones del Cono Sur que tuvieran su misión centrada en la recuperación y transmisión de la memoria de las violaciones de los derechos humanos cometidas durante las dictaduras y la defensa de la verdad, justicia, reparación y medidas de no repetición para la construcción de la democracia y la promoción, defensa y garantía de los derechos humanos. Esto permitió el crecimiento y consolidación de la red a través de la realización de encuentros anuales y talleres que promovieron la coordinación, el trabajo colaborativo y el aprendizaje mutuo en temáticas centradas, fundamentalmente, en la gestión de espacios de memoria: conexión con el público, creación y gestión de archivos y la relación entre la memoria y la construcción de la democracia en un contexto adverso a las políticas públicas de memoria. Uno de los temas centrales de esta primera etapa, por ejemplo, era el rol de los archivos y su gestión eficiente. La mayoría de las instituciones de la red estaban desarrollando esos programas y necesitaban consolidarlos. La red solamente incluía experiencias del Cono Sur y Perú. Trabajaba con otros espacios de memoria que no llegaron a ser parte de la red, pero participaban de talleres e intercambios con expertos. 
La Red estaba formada por 11 miembros de 5 países (Argentina, Chile, Perú, Paraguay y República Dominicana). Ya en el encuentro regional del 2009, pasó a llamarse Red Latinoamericana de Sitios de Conciencia y se incorporan a la misma 9 organizaciones, llegando a 20 miembros (casi el doble que en el año 2007) y ampliando el espectro de países a Brasil, El Salvador, México y Uruguay además de Argentina, Chile, Perú, Paraguay y República Dominicana. Esta situación diversificó a la Red enriqueciéndola al incorporar realidades mesoamericanas con experiencias diversas en cuanto a represión, conflicto, violaciones a derechos humanos y resistencias trabajadas desde la memoria. Al mismo tiempo, esta riqueza y amplitud del marco de intervención de las organizaciones, generó una mayor responsabilidad en cuanto a aumentar la presencia pública en América Latina.
En 2012 se inicia una tercera etapa que se caracteriza por los posicionamientos públicos frente a coyunturas amenazantes para las democracias y las iniciativas de memoria, junto con una consolidación de la identidad y fortaleza de la Red. En el encuentro regional de 2016, se define que la red pasaría a llamarse Red de Sitios de Memoria Latinoamericanos y Caribeños (RESLAC).

## Instituciones

##### Argentina

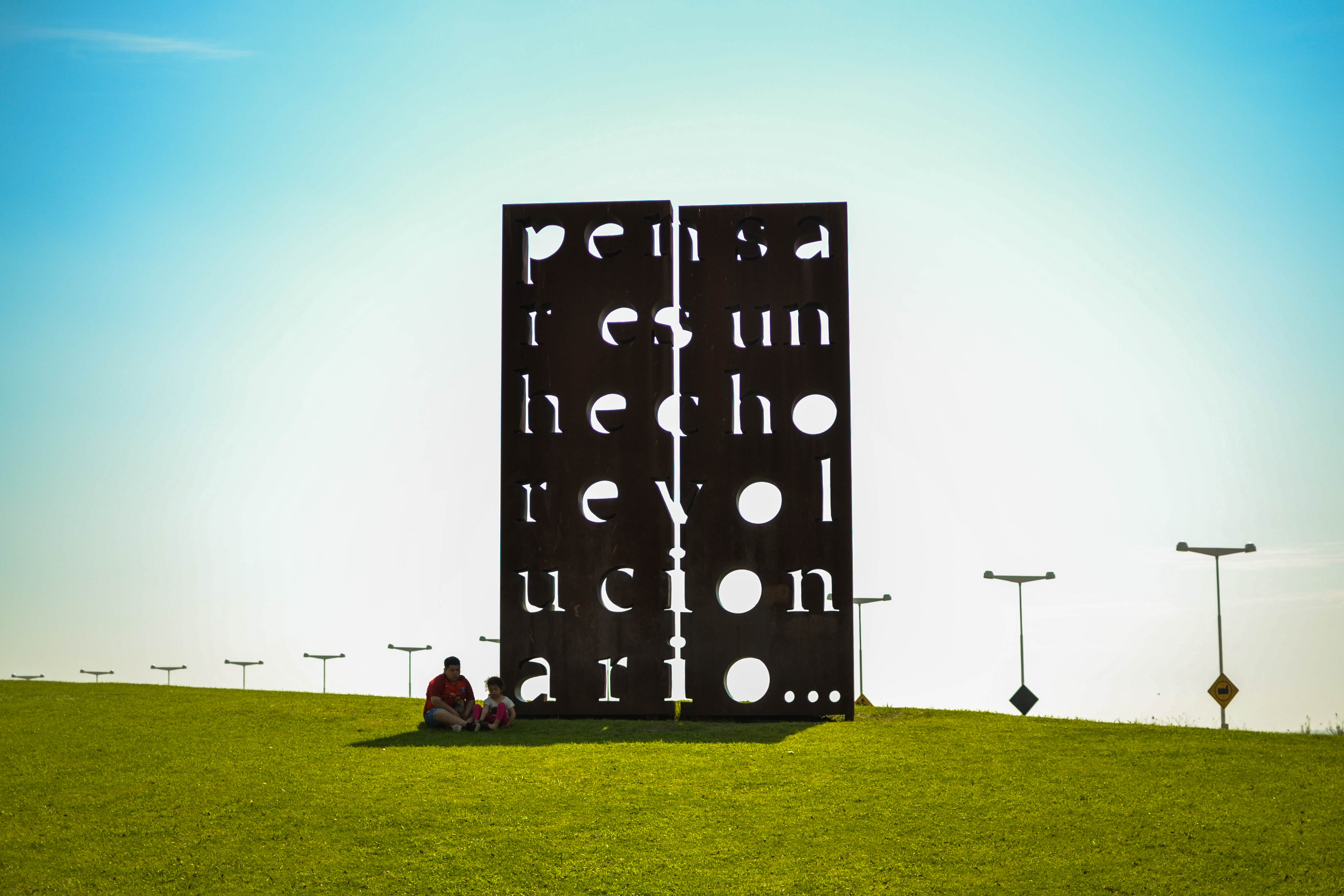
Parque de la Memoria, Buenos Aires, Argentina

Archivo Provincial de la Memoria, de Córdoba; Centro Cultural por la Memoria de Trelew, en Chubut; Comisión de homenaje a las Víctimas de los Centros Clandestinos de Detención ‘Vesubio’ y ‘Protobanco’, en el Gran Buenos Aires; Memoria Abierta y Parque de la Memoria en la Ciudad de Buenos Aires; Museo de la Memoria y Museo Internacional para la Democracia en Rosario (Santa Fe).

##### Brasil
Memorial da Resistência – Pinacoteca del Estado de São Paulo, Nucleo de Preservação da Memória Política, Casa do Povo y Museo de la Inmigración, en San Pablo; y Memorial das Lutas e Ligas Camponesas de Sapé, Paraíba. 

##### Chile
Agrupación de Familiares de Detenidos Desaparecidos de Paine – Memorial Paine; Museo de la Memoria y los Derechos Humanos, Estadio Nacional, Comité de Derechos Humanos “Nido Veinte”, Fundación 1367 – Casa Memoria José Domingo Cañas, Corporación Parque por la Paz Villa Grimaldi, Fundación de Ayuda Social de las Iglesias Cristianas (F.A.S.I.C), y Asociación por la Memoria y los Derechos Humanos Colonia Dignidad, en Santiago de Chile.

##### Colombia
Red Colombiana de Lugares de Memoria, Centro Nacional de Memoria Histórica (Suspendido), Centro de Memoria, Paz y Reconciliación en Bogotá; y Museo Casa de la Memoria en Medellín.

##### El Salvador
Museo de la Palabra y la Imagen –MUPI-, en San Salvador.

##### Guatemala
Archivo Histórico de la Policía Nacional –AHPN-, Instituto Internacional de Aprendizaje para la Reconciliación Social –IIARS-, Memorial para la Concordia y Centro de Acción Legal y de Derechos Humanos –CALDH-, en ciudad de Guatemala.

##### Haïti
Devoir de Mémoire – Haïti, en Puerto Príncipe.

##### México
Centro de Derechos Humanos Fray Bartolomé de las Casas y Sociedad Civil Las Abejas de Acteal, en Chiapas; Centro de Investigaciones Históricas de los Movimientos Sociales (CIHMSAC) y Museo Memoria y Tolerancia con sede en el Distrito Federal.

##### Paraguay
Museo de las Memorias: Dictaduras y Derechos Humanos, y la Dirección de Verdad, Justicia y Reparación – Defensoría del Pueblo, en Asunción.

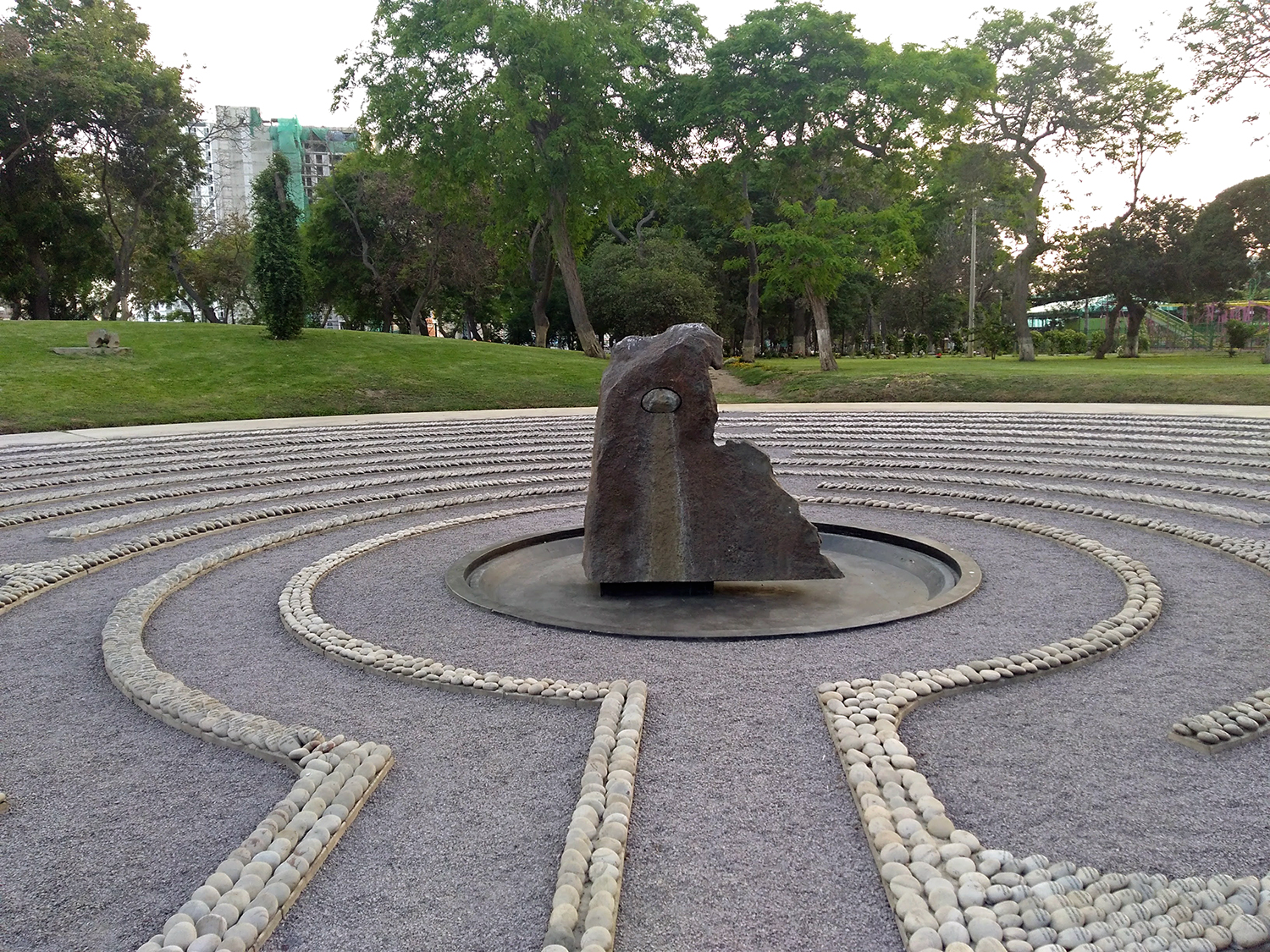
Memorial El ojo que llora (Caminos de la Memoria), Lima, Perú

##### Perú
Asociación Paz y Esperanza, Movimiento Ciudadano Para que no se Repita y Asociación Caminos de la Memoria, en Lima.

##### República Dominicana
Museo Memorial de la Resistencia Dominicana, en Santo Domingo.

##### Uruguay
Centro Cultural Museo de la Memoria – MUME- y Fundación Zelmar Michelini, en Montevideo.

## Coalición Internacional de Sitios de Conciencia
La Coalición Internacional de Sitios de Conciencia es una red de instituciones constituida para: mostrar la historia a través de los sitios; desarrollar programas que estimulen el diálogo acerca de cuestiones sociales prioritarias y promuevan los valores democráticos; y compartir oportunidades para estimular el compromiso público con las cuestiones planteadas en sus sitios.
La Coalición Internacional de Sitios de Conciencia está conformada por siete redes regionales en el mundo: África, que reúne al Este, Centro, Occidente y Sur de dicho continente; Asia; Europa; América Latina; Norteamérica; Medio Oriente y África del Norte (MENA por sus siglas en inglés); y Rusia. Es en este marco que se inserta la RESLAC.
Para la Coalición Internacional de Sitios de Conciencia, un sitio histórico tiene un poder único para inspirar la conciencia y la acción de la sociedad, ya sea mediante la representación de un acontecimiento positivo o negativo, o a través de la preservación de un recurso cultural o natural. Al abrir nuevos diálogos sobre problemas contemporáneos desde una perspectiva histórica, los sitios pueden convertirse en un nuevo foro que ocupe un lugar central en la vida cívica y democrática en sus países y en el mundo.
“Más de 185 instituciones de todo el mundo conforman la Coalición Internacional de Sitios de Conciencia. Nuestros miembros son diversos en todo sentido: varían desde sitios históricos establecidos hace mucho tiempo hasta iniciativas de memoria emergentes, recuerdan una gran variedad de historias, y abordan igual variedad de problemas. Pero todas se unen con el compromiso común de conectar el pasado con el presente, la memoria con la acción”.

## Proyectos y actividades
La RESLAC produce materiales, audiovisuales, recursos didácticos, muestras, reportajes, los cuales están accesibles en su página web. Cada año los sitios de memoria realizan un encuentro en el cual se trabajan diferentes temas y se acuerdan líneas de trabajo y proyectos que son desarrolladas año a año. Estos proyectos se realizan conjuntamente entre muchos sitios. 
Los encuentros de la red comenzaron en 2006 con: "Uso Público de los Sitios Históricos para la Transmisión de la Memoria” fue el primer encuentro de la Red en junio de 2006, se llevó a cabo en la Sociedad Hebraica Argentina, en Buenos Aires. En 2016 se realizó también en Buenos Aires y fue el décimo encuentro de la RESLAC: "El Presente se Discute con Memoria" donde se buscó avanzar en la construcción de una agenda sobre las problemáticas actuales en materia de derechos humanos, a partir de las estrategias, acciones y herramientas que caracterizan a los sitios de memoria. El objetivo central fue abordar el mencionado vínculo entre pasado y presente.
En 2019 se realizó el XII Encuentro en San Pablo, Brasil, el cual buscó trabajar principalmente con las Comisiones de Verdad de la región, su rol histórico, legado y recomendaciones sin abordar en el presente.

## Transiciones

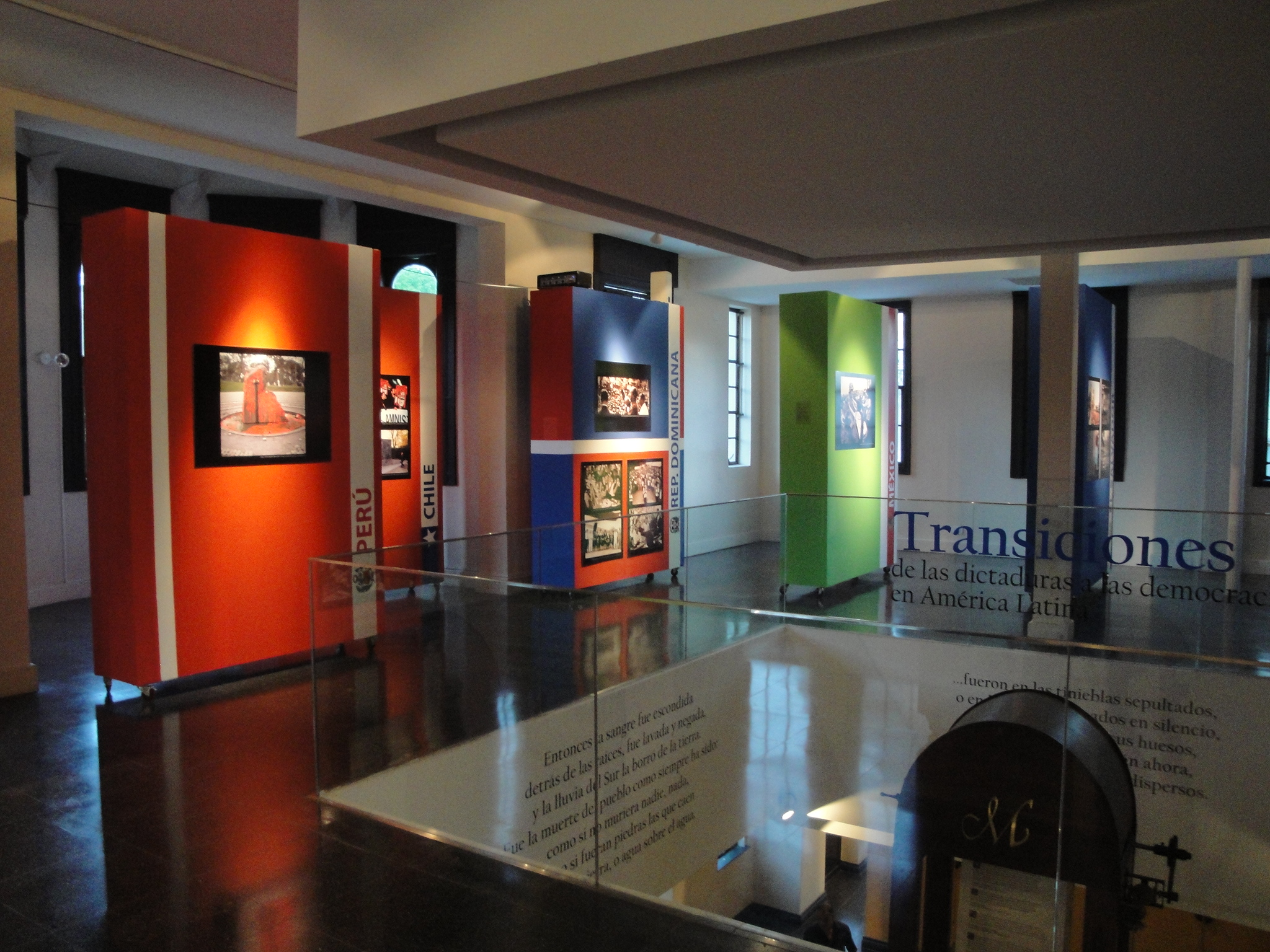
Transiciones fue exhibida en el Museo de la Memoria de Rosario en 2012

En 2010, los miembros de la RESLAC se propusieron componer una exhibición de fotografías que abordara a través de las imágenes momentos particularmente relevantes de las historias políticas de nuestros países en el pasado reciente.
Se trató de una tarea grupal que llevaron adelante las instituciones en cada país para elegir aquellas imágenes más representativas o emblemáticas de las transiciones de gobiernos autoritarios o de dictaduras hacia la democracia, de transiciones de conflictos armados internos a procesos democráticos o por caso, imágenes de aquellos momentos considerados hitos, fracturas o puntos de inflexión en la historia social y política de las últimas décadas.
Posteriormente la exhibición se fue construyendo y finalmente se definió que la misma sería subida a la plataforma Flickr para que fuera lo más accesible posible. Luego se tradujo al portugués y al inglés.

## Campaña Desapariciones Nunca Más
Fue una campaña impulsada por la red en 2019 que tuvo como objetivo visibilizar la persistencia de la práctica de las desapariciones forzadas. Se buscó recuperar la memoria de las luchas de organizaciones de familiares y otras organizaciones sociales en búsqueda de personas desaparecidas en el pasado, así como las nuevas manifestaciones y estrategias de búsqueda de personas desaparecidas en el presente.
Los organismos, organizaciones o agrupaciones de víctimas o familiares de víctimas fueron el puntales de lanza en toda América Latina para la demanda por los desaparecidos. La campaña consistió en una serie de videos para redes sociales y WhatsApp que pueden ser consutlados en la web de la red. 